# Sormida ziczac
Sormida ziczac är en skalbaggsart som beskrevs av Stefan von Breuning 1956. Sormida ziczac ingår i släktet Sormida och familjen långhorningar. Inga underarter finns listade i Catalogue of Life.